# Minervina
Minervina, en llatí Minervina, fou la primera muller de Constantí el Gran, si bé Víctor i Zòsim només la consideren la seva concubina, cosa confirmada per Zonaràs. El testimoni és molt clar, però si això és així, no se sap perquè Constantí va nomenar cèsar i hereu a un fill bastard, ja que va ser la mare de Flavi Juli Crisp. Minervina va morir abans de l'any 306.